# Lepturopetium
Lepturopetium là một chi thực vật có hoa trong họ Hòa thảo (Poaceae).

## Loài
Chi Lepturopetium gồm các loài: